# Mesosa marmorata
Mesosa marmorata là một loài bọ cánh cứng trong họ Cerambycidae.